# Glycyrrhiza gontscharovii
Glycyrrhiza gontscharovii är en ärtväxtart som beskrevs av Maslenn. Glycyrrhiza gontscharovii ingår i släktet Glycyrrhiza och familjen ärtväxter. Inga underarter finns listade i Catalogue of Life.